# Kategoria e Parë 1989-1990
La Kategoria e Parë 1989-1990 fu la 51ª edizione della massima serie del campionato albanese di calcio disputata tra il 25 agosto 1989 e il 20 maggio 1990 e conclusa con la vittoria del Dinamo Tirana, al suo quindicesimo titolo.
Capocannoniere del torneo fu Kujtim Majaci (Apolonia) con 19 reti.

## Formula
Le squadre partecipanti furono 12 e disputarono un girone di andata e ritorno per un totale di 22 partite. Giocarono ulteriori 11 incontri e le prime 6 classificate ne giocarono 6 in casa e 5 in trasferta. L'ultima fu retrocessa in Kategoria e Dytë.
Venne inserita una modifica nel conteggio dei punti conquistati. Una vittoria con almeno 3 gol di scarto valeva un punto in più mentre una sconfitta con 3 gol di scarto un punto in meno.
Le squadre qualificate alle coppe europee furono tre: la vincente del campionato fu ammessa alla Coppa dei Campioni 1990-1991, la vincente della coppa d'Albania alla Coppa delle Coppe 1990-1991 e un'ulteriore squadra alla Coppa UEFA 1990-1991.

## Squadre
| Squadra             | Città        | Stadio | Stagione 1988-1989 |
| ------------------- | ------------ | ------ | ------------------ |
| Labinoti            | Elbasan      |        | 5°                 |
| 17 Nëntori          | Tirana       |        | Campione d'Albania |
| KF Partizani Tirana | Tirana       |        | 2°                 |
| Dinamo Tirana       | Tirana       |        | 3°                 |
| Flamurtari          | Valona       |        | 8°                 |
| Vllaznia            | Scutari      |        | 7°                 |
| Tomori              | Berat        |        | Kategoria e Dytë   |
| Lokomotiva          | Durazzo      |        | 10°                |
| Luftëtari           | Argirocastro |        | Kategoria e Dytë   |
| Besëlidhja          | Alessio      |        | 6°                 |
| Besa Kavajë         | Kavajë       |        | 9°                 |
| Apolonia            | Fier         |        | 4°                 |

## Classifica finale
|                    | Pos. | Squadra    | Pt | G  | V  | N  | P  | V3 | P3 | GF | GS | DR  |
| ------------------ | ---- | ---------- | -- | -- | -- | -- | -- | -- | -- | -- | -- | --- |
| Albania (bandiera) | 1.   | Dinamo     | 50 | 33 | 19 | 9  | 5  | 3  | -  | 45 | 22 | +23 |
|                    | 2.   | Partizani  | 49 | 33 | 20 | 8  | 5  | 4  | 1  | 56 | 25 | +31 |
|                    | 3.   | Flamurtari | 39 | 33 | 15 | 7  | 11 | 2  | -  | 39 | 27 | +12 |
|                    | 4.   | 17 Nëntori | 36 | 33 | 13 | 8  | 12 | 2  | -  | 40 | 34 | +6  |
|                    | 5.   | Vllaznia   | 33 | 33 | 12 | 9  | 12 | 1  | 1  | 45 | 46 | -1  |
|                    | 6.   | Apolonia   | 30 | 33 | 13 | 7  | 13 | -  | 2  | 42 | 46 | -4  |
|                    | 7.   | Luftëtari  | 30 | 33 | 13 | 5  | 15 | 2  | 3  | 31 | 39 | -8  |
|                    | 8.   | Besa       | 26 | 33 | 7  | 14 | 12 | 1  | 3  | 31 | 47 | -4  |
|                    | 9.   | Tomori     | 25 | 33 | 6  | 15 | 12 | 1  | 3  | 26 | 36 | -10 |
|                    | 10.  | Lokomotiva | 25 | 33 | 8  | 9  | 16 | -  | -  | 33 | 45 | -12 |
|                    | 11.  | Labinoti   | 24 | 33 | 11 | 5  | 17 | -  | 3  | 27 | 41 | -14 |
|                    | 12.  | Besëlidhja | 23 | 33 | 7  | 12 | 14 | 1  | 1  | 31 | 38 | -7  |

Legenda:

      Campione d'Albania
      Ammesso alla Coppa delle Coppe
      Ammesso alla Coppa UEFA
      Retrocesso in Kategoria e Dytë
Note:

Due punti a vittoria, uno a pareggio, zero a sconfitta.
Partizani penalizzato di 2 punti
Apolonia penalizzato di 1 punto
Besëlidhja penalizzato di 3 punti

## Verdetti
- Campione: Dinamo Tirana
- Qualificata alla Coppa dei Campioni: Dinamo Tirana
- Qualificata alla Coppa delle Coppe: Flamurtari
- Qualificata alla Coppa UEFA: Partizani Tirana
- Retrocessa in Kategoria e Dytë: Besëlidhja